# Един за друг
 Тази статия е за ТВ предаването.  За албума на Орхан Мурад вижте Един за друг (албум).  
Един за друг е телевизионно предаване, базирано на израелския риалити формат „Power Couple“, добил популярност в Бразилия, Южна Африка, Португалия, Китай, Индия и други държави. Българската версия стартира на 22 февруари 2020 г. по Нова ТВ. Водещ на първите трите сезона е Емил Чолаков, като в четвърти сезон към него се присъединяват актьорът Краси Радков и жена му Станислава Ганчева, а в пети и шести сезон Мария Игнатова. От петия сезон започва и подкастът „Един без друг“, а водеща е Денислава Велкова (участник в сезон 2).

## Формат
В рамките на предаването участниците ще трябва да покажат колко добре се познават двойките и дали ще се променят отношенията им. Според Нова ТВ предаването ще „провокира техните взаимоотношения, ще разбие клишетата за мъжете и жените, ще постави темите за доверието и любовта и ще провери колко е важно да познаваш добре партньора си“.
Двойката, която победи на финала, може да спечели от 50 000 до над 100 000 лв.

## Сезони и излъчване
| Сезон | Сезон | ТВ канал | Година | Епизоди | Водещ(и)                                     | Схема на излъчване                                                              | Двойки | Старт       | Финал  | Победител(и)                  | Печалба                  |
| ----- | ----- | -------- | ------ | ------- | -------------------------------------------- | ------------------------------------------------------------------------------- | ------ | ----------- | ------ | ----------------------------- | ------------------------ |
|       | 1     | NOVA     | 2020   | 24      | Емил Чолаков                                 | събота и неделя, 20:00 - 22:00                                                  | 12     | 22 февруари | 10 май | Искра и Йордан Елена и Пламен | 37 654 лв. 36 106,50 лв. |
|       | 2     | NOVA     | 2021   | 40      | Емил Чолаков                                 | вторник - четвъртък, 21:00 - 22:30                                              | 13     | 20 февруари | 20 май | Тяна и Иво и Тина и Станимир  | 88 430 лв.               |
|       | 3     | NOVA     | 2022   | 43      | Емил Чолаков                                 | вторник - четвъртък, 21:00 - 22:30                                              | 13     | 17 февруари | 19 май | Симона и Борислав             | 74 081 лв.               |
|       | 4     | NOVA     | 2023   | 42      | Емил Чолаков Краси Радков Станислава Ганчева | сряда и четвъртък, 21:00 - 23:00; петък, 20:00 - 23:00                          | 12     | 17 февруари | 20 май | Виктория и Явор               | 74 348 лв.               |
|       | 5     | NOVA     | 2024   | 41      | Емил Чолаков Мария Игнатова                  | петък - събота, 20:00 - 22:00; неделя, 20:00 - 23:00                            | 13     | 14 февруари | 19 май | Михаела и Венцислав           | 84 344 лв.               |
|       | 6     | NOVA     | 2025   | 27      | Емил Чолаков Мария Игнатова                  | четвъртък - събота, 20:00 - 22:00/ петък, 20:00 - 23:00 (събота, 20:00 - 22:00) | 13     | 13 февруари | 16 май | Никол и Цветан                | 67 716 лв.               |

## Първи сезон

### Участници
Финално класиране:
- 1/2. Искра (32) и Йордан (27) (победители)
- 1/2. Елена (36) и Пламен (36) (победители)
- 3. Анселита (24) и Мартин (26)
- 4. Божидара (30) и Деян (32)
- 5. Калина (31) и Емил (31)
- 6. Симона (27) и Велислав (36)
- 7. Веселка (21) и Момчил (28)
- 8. Доротея (45) и Димитър (44)
- 9. Ивелина (33) и Святослав (39)
- 10. Мариета (41) и Георги (32)
- 11. Вилияна (34) и Станимир (36)
- 12. Ветка (38) и Янчо (40)

## Втори сезон

### Участници
Финално класиране:
- 1/2. Тяна (37) и Иво (37) (победители)
- 1/2. Тина (24) и Станимир (28) (победители)
- 3. Полина (31) и Мохамед (45)
- 4. Яница (21) и Момчил (31)
- 5. Денислава (22) и Даниел (24)
- 6. Милена (42) и Иван-Асен (28)
- 7. Здравка (35) и Мирослав (29)
- 8. Лейля (27) и Иван (34)
- 9. Деница (31) и Николай (57)
- 10. Зорница (39) и Валентин (44)
- 11. Стефания (21) и Анжело (24)
- 12. Ралица (30) и Жельо (34)
- 13. Валя (53) и Детелин (56)

## Трети сезон

### Участници
Финално класиране:
- 1. Симона (30) и Борислав (34) (победители)
- 2. Теодора (24) и Генади (33)
- 3. Гергана (25) и Радослав (21)
- 4. Поля (24) и Димитър (25)
- 5. Даяна (27) и Йордан (30)
- 6. Петя (27) и Николай (31)
- 7. Веселина (36) и Гани (43)
- 8. Милка (35) и Желязко (36)
- 9. Мария (28) и Виолин (28)
- 10. Ася (27) и Калоян (27)
- 11. Сияна (50) и Мирослав (52)
- 12. Цветослава (33) и Кристофър (22)
- 13. Валя (52) и Емил (53)

## Четвърти сезон

### Участници
Финално класиране:
- 1. Виктория (33) и Явор (36) (победители)
- 2. Димана (24) и Христо (32)
- 3. Кристина (23) и Артьом (30)
- 4. Габриела (23) и Десислав (25)
- 5. Виктория (23) и Георги (24)
- 6. Александрина (30) и Иван (32)
- 7. Радина (33) и Петър (37)
- 8. Поля (31) и Здравко (41)
- 9. Александрина (32) и Феодор (32)
- 10. Галина (40) и Владимир (42)
- 11. Милена (28) и Цветелин (31)
- 12. Надежда (41) и Симеон (48)

## Пети сезон

### Участници
Финално класиране:
- 1. Михаела (29) и Венцислав (33) (победители)
- 2. София (30) и Тихомир (34)
- 3. Елизабет (23) и Йордан (28)
- 4. Галена (28) и Петър (32)
- 5. Сияна (30) и Светослав (33)
- 6. Петя (24) и Дилян (37)
- 7. Маргарита (33) и Кристиян (35)
- 8. Йоана (35) и Румен (38)
- 9. Дарина (24) и Денис (31)
- 10. Ивана (46) и Ивайло (30)
- 11. Гергана (29) и Светозар (30)
- 12. Христина (44) и Ивайло (37)
- 13. Кристина (27) и Емилиян (31)

## Шести сезон
За първи път в историята на предаването победителите са определени чрез зрителско гласуване в приложението NOVA PLAY.

### Участници
Финално класиране:

- 1. Ники (27) и Цецо (26) (победители)
- 2. Ивелина (26) и Герман (26)
- 3. Залия (22) и Деян (31)
- 4. Стела (25) и Даниел (25)
- 5. Марияна (26) и Боби (28)
- 6. Никол (31) и Радо (37)
- 7. Мария (36) и Коци (42)
- 8. Рада (34) и Здравко (42)
- 9. Моника (35) и Алек (38)
- 10. Джулия (32) и Христо (35)
- 11. Краси (32) и Валери (37)
- 12. Ирина (66) и Митко (69)
- 13. Десислава (37) и Антонио (34)